# ミヤマトキソウ
ミヤマトキソウ（学名：Pogonia subalpina）は、ラン科トキソウ属の地生の多年草。
2017年に新種記載された。

## 特徴
根茎は円柱形で細い。根は4-6個あり、長さ9.5cmの円柱形で細毛が生える。茎は直立し、高さは9-16cm、2稜あり、基部に数個の膜質の鱗片葉があり、緑色または濃赤紫色。普通葉は1個つく。葉は開出またはやや直立し、革質で厚く光沢があり、披針形から倒披針形で、長さ2.4-7cm、幅1-2cmになり、先は鋭形または鈍形、基部は狭まり茎を抱く。
花期は6-8月。花は淡ピンク色で1個が頂生する。苞は葉の上3.5-6cmの位置にあり、披針形でやや直立し、先は鈍形、長さ11-40mm、幅2-9mmになり、革質で厚く光沢がある。花柄子房は棍棒状で6溝あり、長さ10-22mm、径2mmで、紫がかった緑色から緑色になる。背萼片は線形または倒披針形で開出し、長さ17-20mm、幅4-4.5mm、先はやや鋭形または鈍形で、縁は全縁。側萼片は長さ17-19.5mm、幅4mmで、両萼片はやや不等辺である。側花弁は倒披針形で、長さ16-19mm、幅6-7mm、先は鈍頭、縁はほぼ全縁で、花弁中央に沿って幅の広い紫色がかったピンク色の帯がつく。
唇弁は長さ15-18mmで、やや反り返り、中央より上部で3浅裂する。側裂片はゆがんだ三角形で、直立し、縁は不規則に鋭浅裂する。中裂片は長さ4.5-6mm、幅2-3mm、内面に長さ0.8mm以下の毛状突起が生える。距はない。蕊柱は棍棒状で、長さ11mm、径2.5mm。小嘴体は短く、幅広で、柱頭の上に突き出る。花粉塊は2個あり、粒質または粉質で、付属器官はない。

## 新種記載
2017年8月に、遊川知久（国立科学博物館植物研究部）および山下由美は、国立科学博物館が刊行する「国立科学博物館研究報告B類（植物学）」 Bulletin of the National Museum of Nature and Science Series B (Botany) に論文を掲載し、ミヤマトキソウ（Pogonia subalpina T.Yukawa & Y.Yamashita (2017)）を新種として記載発表した。
日本には、トキソウ（P. japonica Rchb.f.）およびヤマトキソウ（P. minor (Makino) Makino）の2種の分布が一般的に認められてきた。しかし、本州の中部地方および東北地方の日本海側地域の亜高山帯にトキソウおよびヤマトキソウとは異なる形態を示すものの存在が知られており、それは「ミヤマトキソウ」と仮称されてきた（高橋勝雄、1987）。遊川らの研究では、この無視されてきた「種」の分類学的位置付けを、DNA解析等を用いて評価し、新種とした。
本種は、トキソウおよびヤマトキソウに似ているが、唇弁の中裂片上の毛状突起が短いこと、唇弁の背面が無毛であること、花弁中央に沿って幅の広い紫色がかったピンク色の帯があることから、両種と区別することができる。また、トキソウは常に温帯から亜寒帯のミズゴケが優占する湿地に生育し、また、ヤマトキソウは例外なく温帯から冷温帯のやや湿った草原に生育する。さらに、本種はトキソウおよびヤマトキソウの自然交雑種でもない。したがって、これらの3つの種は異なる生態的地位を占めており、互いに生態学的に隔離されている独立した種であるとした。

## 分布と生育環境
日本固有種。本州の東北地方および中部地方に分布し、ふつう標高1400-1750mの湿地、亜高山帯の草地および湿った崖に生育する。タイプ標本の採集地は、長野県北安曇郡白馬村五竜の標高1600m地点である。
遊川らは、新種記載にあたって、次の過去に採集された標本も調査し、本種とした。秋田県仙北市旧田沢湖町(1992)、岩手県一関市栗駒山(1935)、宮城県刈田郡七ヶ宿町(2005)、山形県鶴岡市月山(1888)、福島県南会津郡檜枝岐村会津駒ヶ岳(1934, 1934)、新潟県南魚沼郡湯沢町苗場山(2006)、新潟県魚沼市浅草岳(1971)、新潟県（旧）北魚沼郡（旧）入広瀬村守門岳(1981)、新潟県（旧）北魚沼郡（旧）湯之谷村(1974)、新潟県中魚沼郡津南町苗場山(1969)、長野県北安曇郡白馬村八方岳(1923, 1923, 1923, 1954)、群馬県利根郡（旧）水上町一ノ倉岳(1934)、群馬県利根郡（旧）水上町万太郎山(1934,1934)。これらの地域で従来「トキソウ」とされたものはミヤマトキソウとなる。

## 日本分布のトキソウ属3種の比較
本種は、近年までトキソウと混同されてきた。トキソウおよびヤマトキソウに似ているが、唇弁の中裂片上の短い毛状突起、唇弁の背面が無毛であること、花弁中央に沿って幅の広い紫色がかったピンク色の帯があることから、両種と区別することができる。また、トキソウより小型であるが、葉の幅は相対的に広い。日本分布のトキソウ属3種の比較は次のとおりである。
| 和名           | 学名         | 植物体の高さ | 葉の幅  | 花の向き | 萼片の開き方 | 花弁の紫桃色の帯 | 花弁の縁 | 唇弁の長さ | 唇弁の毛状突起の長さ |
| -------------- | ------------ | ------------ | ------- | -------- | ------------ | ---------------- | -------- | ---------- | -------------------- |
| ミヤマトキソウ | P. subalpina | 9-16cm       | 10-20mm | 横向き   | 開出する     | あり             | ほぼ全縁 | 15-18mm    | 0.8mm以下            |
| トキソウ       | P. japonica  | 10-35cm      | 7-12mm  | 横向き   | 開出する     | なし             | 歯牙状   | 15-22mm    | 2-3mm                |
| ヤマトキソウ   | P. minor     | 8-20cm       | 4-12mm  | 上向き   | やや閉じる   | なし             | 全縁     | 10-11.5mm  | 1mm                  |

## 名前の由来
和名ミヤマトキソウは、新種記載の遊川ら (2017) による命名。ただし、前述のとおり、正式に発表される前から「ミヤマトキソウ」の存在と名前（仮称）は知られていた。
種小名（種形容語）subalpina は、「半山地生の」「山に近い」「亜高山の」の意味。

## ギャラリー

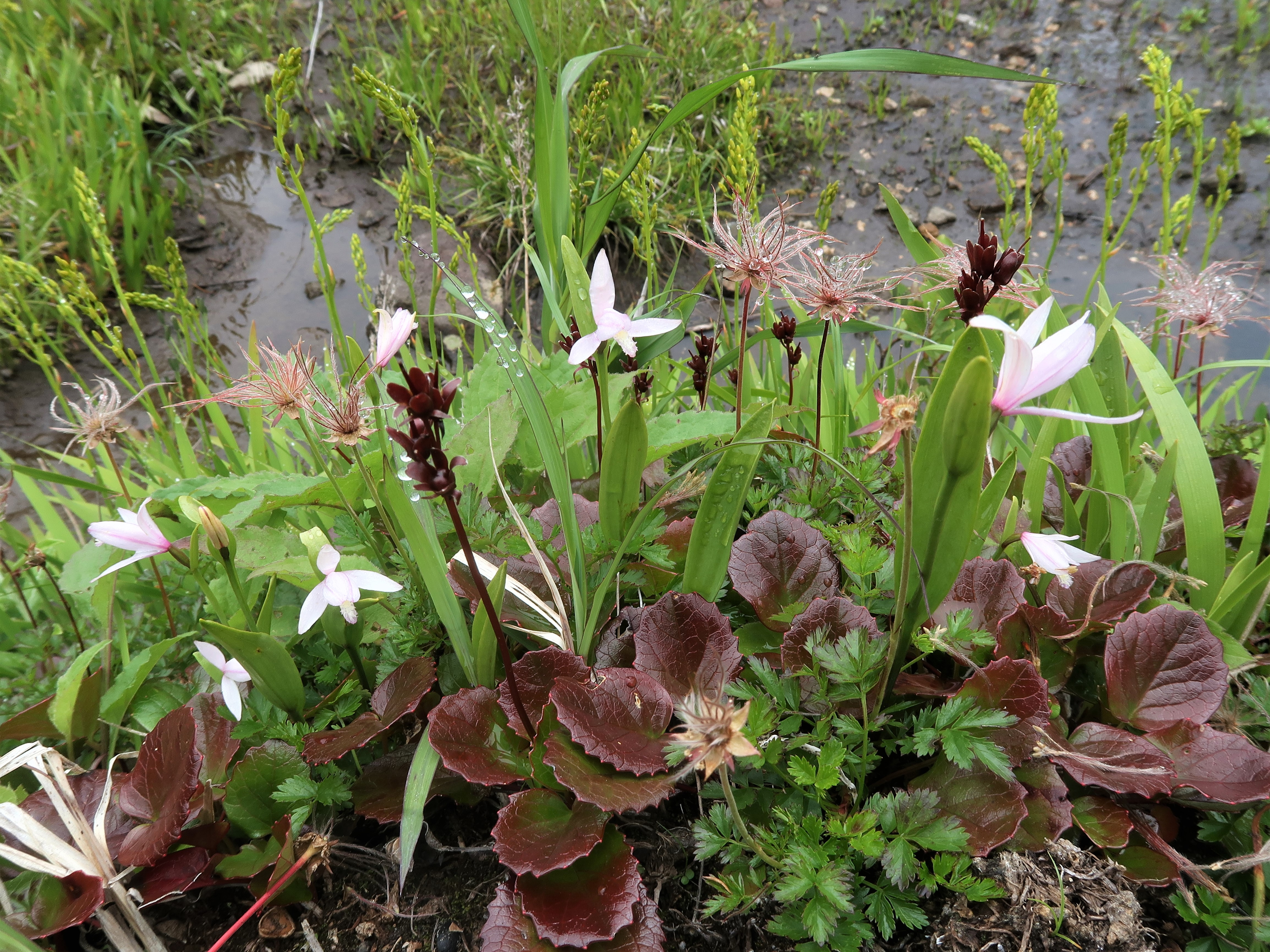
亜高山帯のやや湿った草地で、チングルマ、キンコウカ、イワカガミとともに生育している。
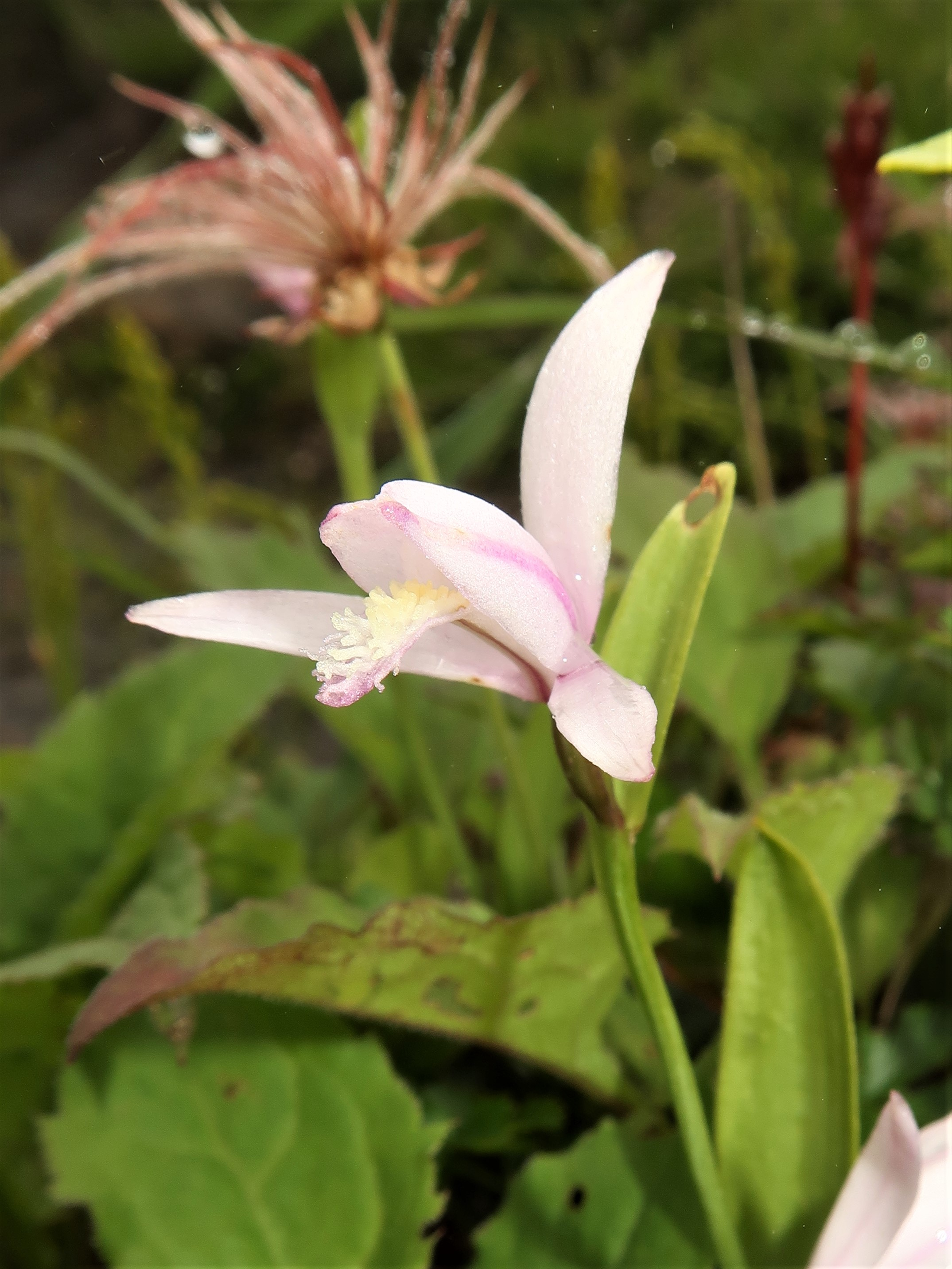
唇弁の中裂片はトキソウと比べて幅が狭く、中裂上の毛状突起が短い。唇弁はトキソウほどは反り返らない。
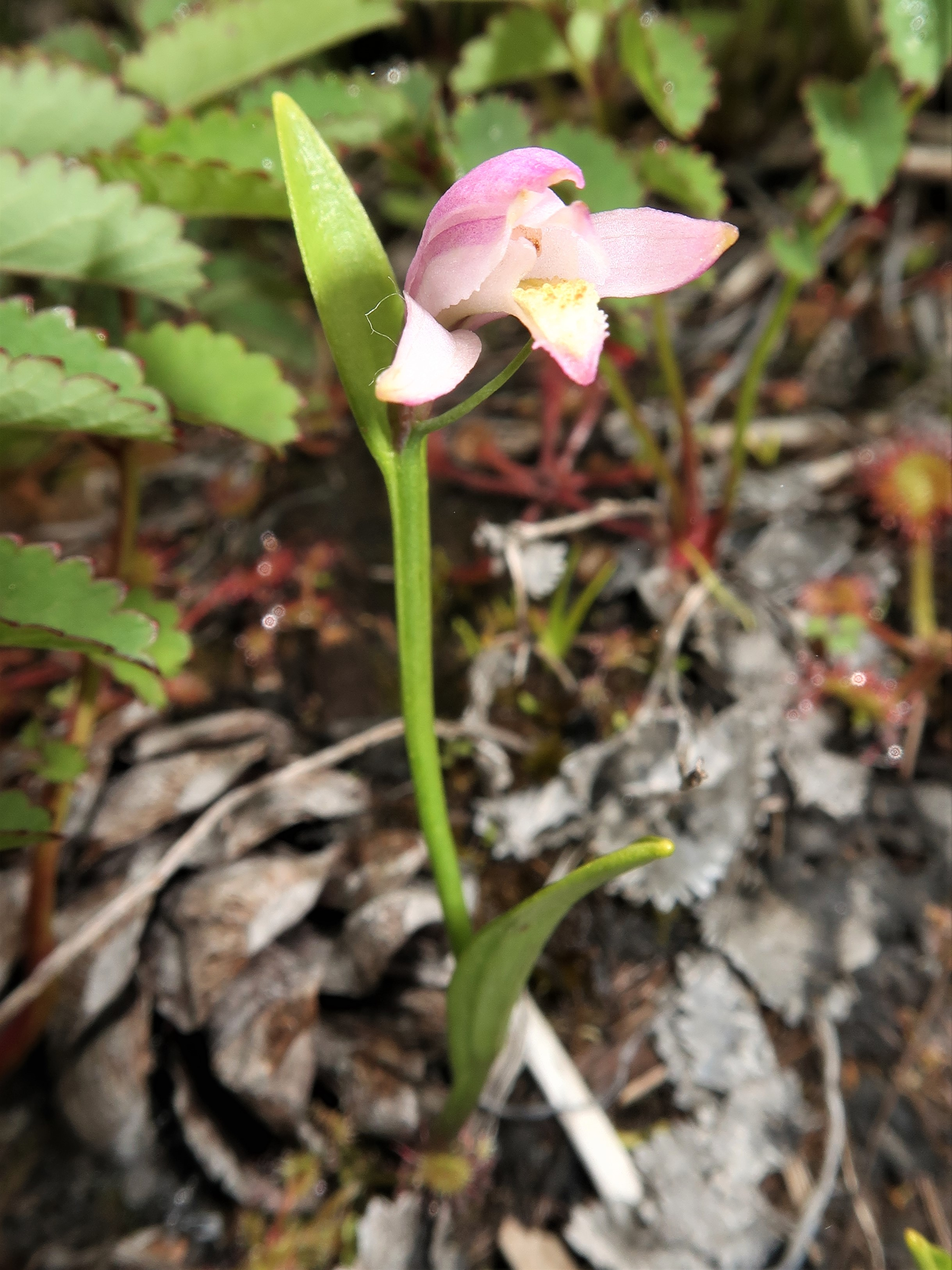
花弁に紫桃色の幅広い帯が入る。
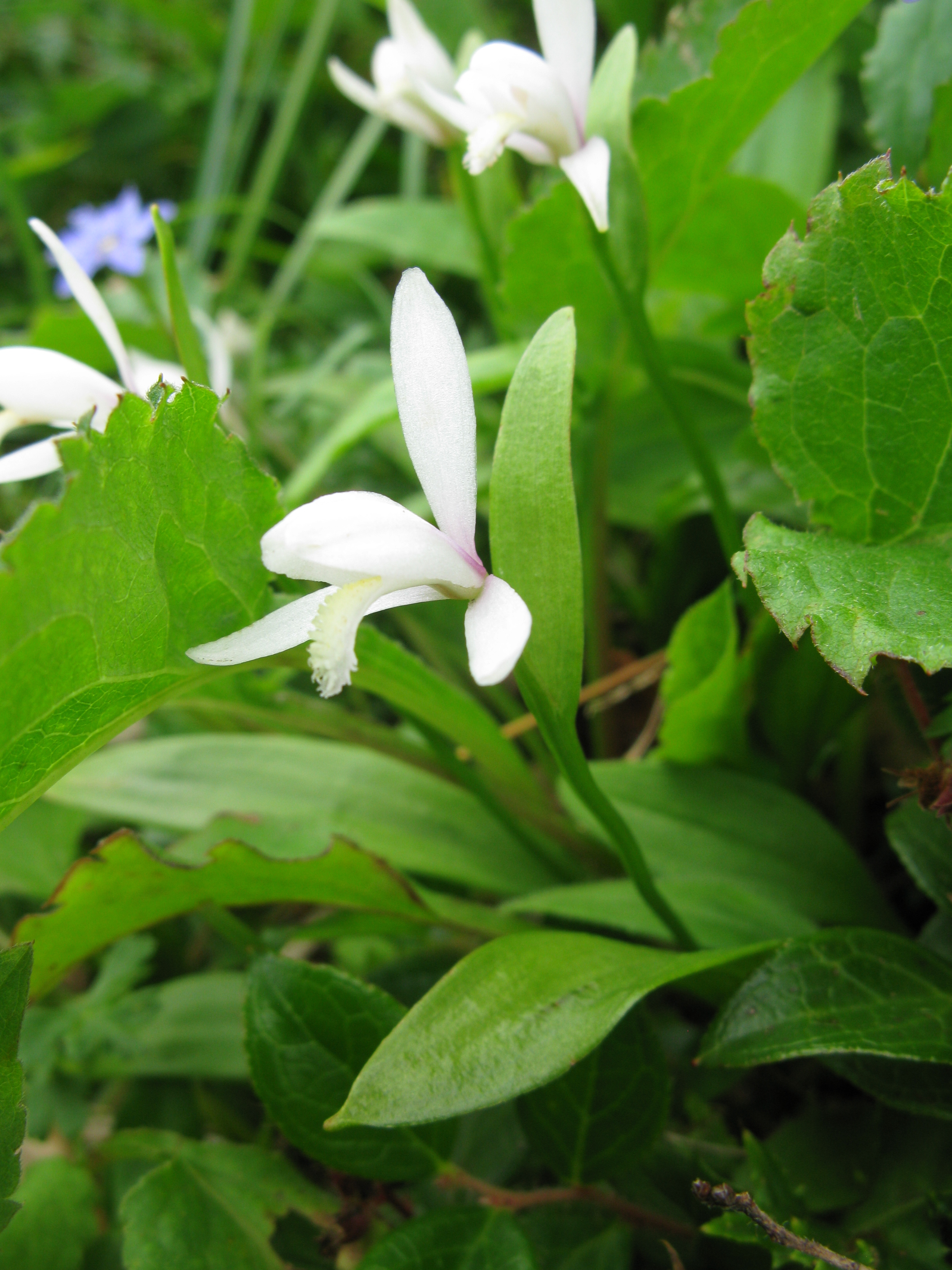
白花のミヤマトキソウ、山形県月山（2012年7月下旬）

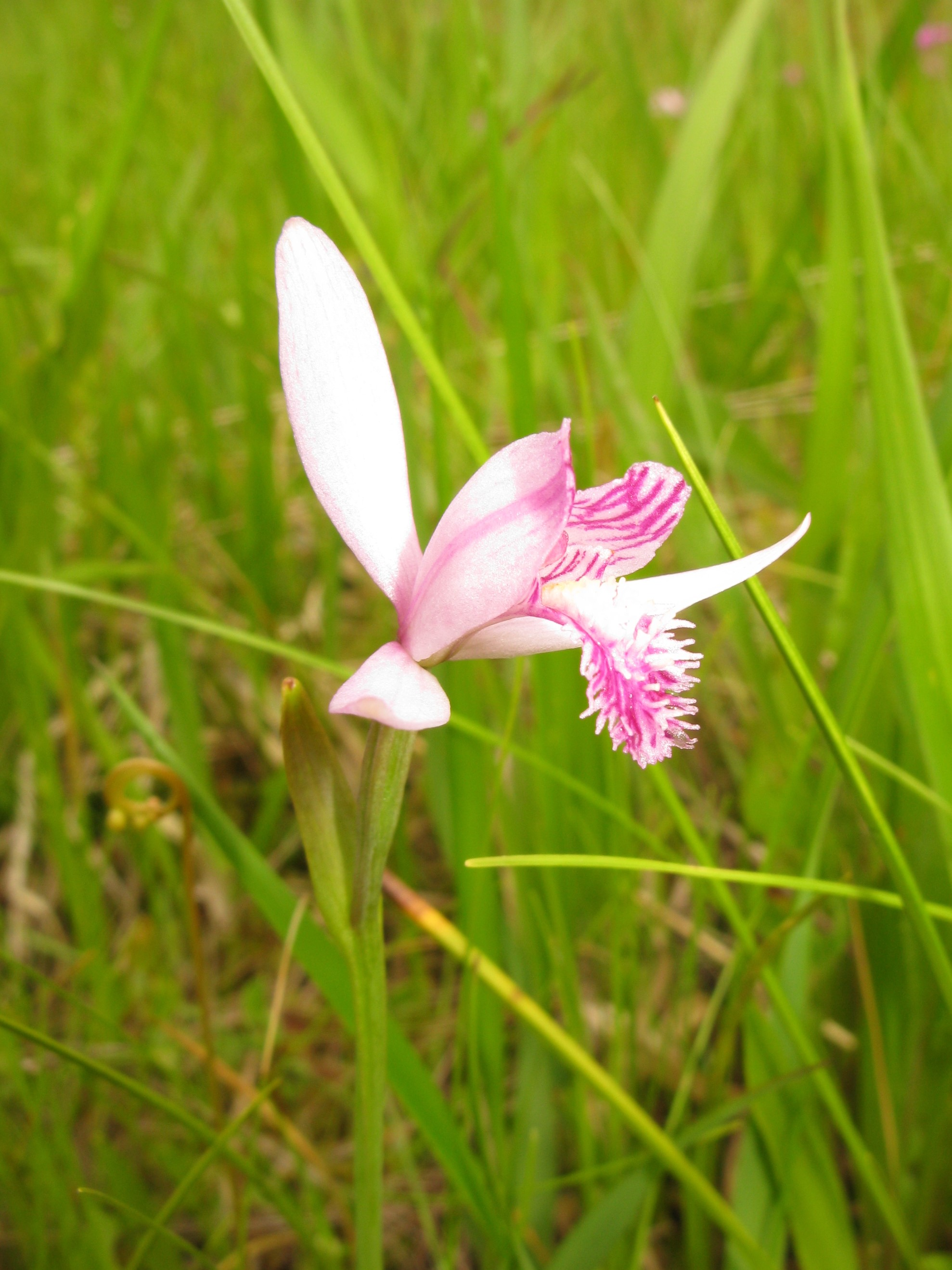
トキソウ
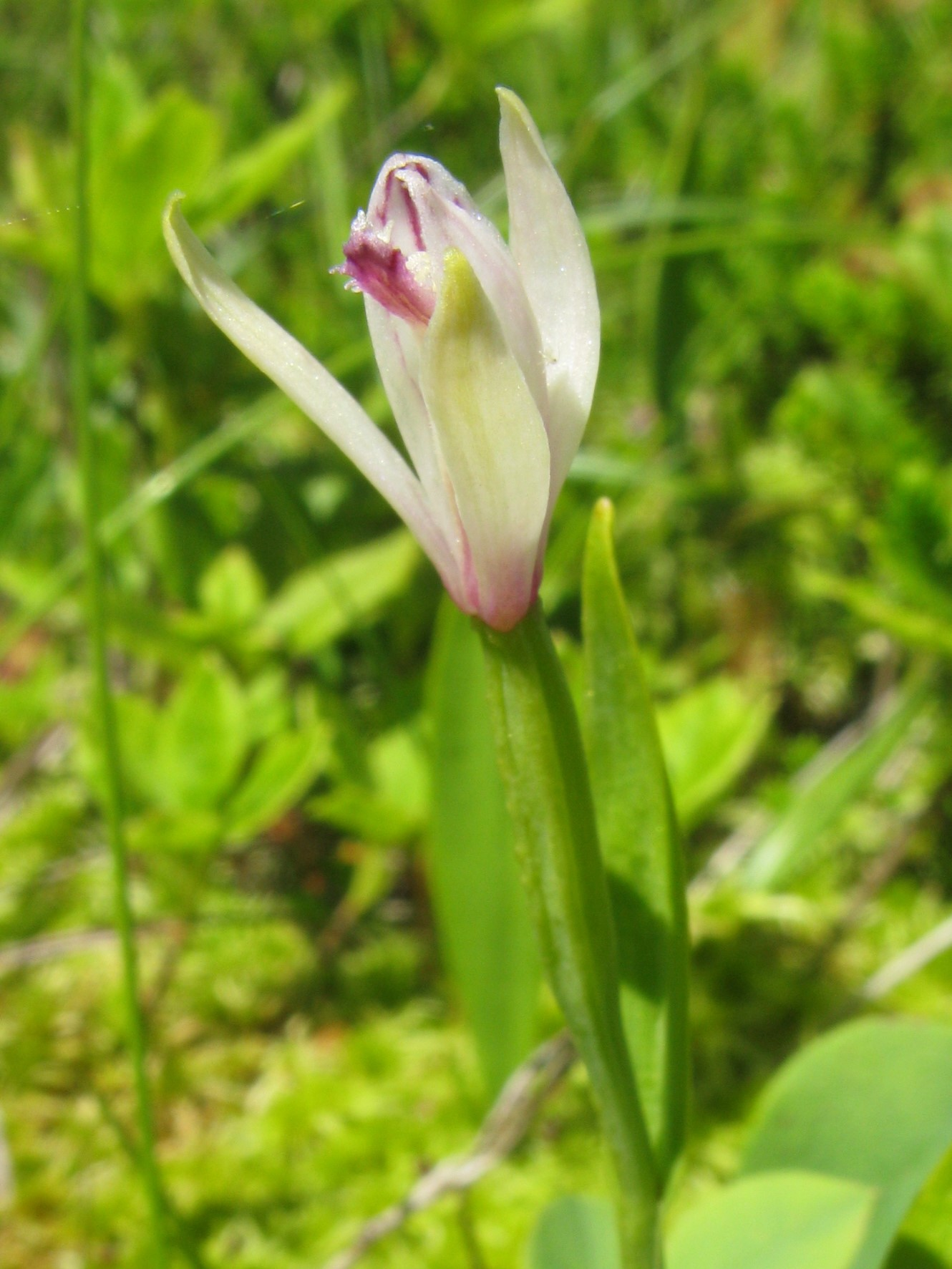
ヤマトキソウ